# Епархийски списъци
Епархийските списъци (на латински: Notitiae Episcopatuum) са официални документи на източноправославните патриаршии, съдържащи изброяване и йерархия на всички епископски седалища в съответната патриаршия – архиепископии, митрополии, техните суфрагантни епископии.

## Общи черти на всички списъци
За разлика от Римокатолическата църква, йерархията на епископите не се определя по старшинство на тяхното ръкополагане или по възраст. Вместо това, йерархията на църковните отци на Източноправославната църква зависи от старшинството на заемания трон, или с други думи от седалището или центъра на съответната епархия. Епархийските списъци определят тази йерархична последователност.

### Подредба
Списъците имат еднотипна структура. Започват с наименованието на патриаршията, името на патриарха и на съответния византийски император, през чието време е съставен съответният списък. Тези данни служат за датиране на списъка.
Отделните рангове са подредени йерархично, като веднага след патриарха следва списъкът на митрополиите, или седалища на митрополити. След това се изреждат архиепископиите, които не са подчинени на митрополии, а са пряко подчинени на патриаршията. Следва изброяване на суфрагантните епископии във всяка митрополия, по ред на митрополиите.
Редът на изброяване на епархиите от един и същ ранг предава йерархията на съответните духовни водачи. Например, пръв сред митрополитите е винаги митрополитът на Кесарийската епархия на Константинополската патриаршия, тъй като в списъка на митрополиите този град е винаги поставен най-отгоре. Когато се изброяват подчинените (суфрагантните) епископии в една митрополия, подредбата в списъка на седалищата ни дава йерархията на отделните епископи помежду им.

### Ръкописи
Списъците са съставяни изцяло на правилен гръцки (освен в преписите), тъй като са имали характер на официални документи, на които са се позовавали техните съвременници във връзка с църковната организация и йерархия. Едни от най-добре запазените и цитирани са йерусалимския и синайския сборник ръкописи. За българската църковна история значение имат и списъците, съдържащи се в ръкописите на Бориловия синодик и в т. нар. Дюканжов списък.

### Печатни издания
Първото издание на списъците на Вселенската патриаршия е направено от немския изследовател Густав Партай от 1866 година, под редакцията на Теодор Момзен, двуезично, включващо гръцкия оригинал с латински превод. Най-цитирани сред теолози и историци са изданията с коментар на швейцарския учен Хайнрих Гелцер, който е един от първите изследователи на списъците. Първите изследователи, които използват списъците като извор за историята на България са братята Карел и Херман Шкорпил и особено Константин Иречек, който налага термина „епархийски списъци“, използван от историците по-късно. Модерно и пълно изследване на списъците намираме у френския историк и византолог Жан Дарузе от 1981 година.

## Патриаршии
За Александрийската и Йерусалимската патриаршия не са запазени обособени ръкописи с епархийски списъци. Най-голям брой ръкописи са запазени за Константинополската патриаршия, Антиохийската патриаршия и за църквите на балканските страни.

### Константинополска патриаршия
Запазени са много на брой ръкописи от различни епохи, изброяването е в хронологичен ред:
- Ектезис на псевдо-Епифаний, вероятно съставен през 640 г. при управлението на император Ираклий. Списъкът се смята за ревизия на оригиналния списък на патриарх Епифаний (520 – 535) през управлението на император Юстиниан I.
- Списък от IХ в.[3] Разликите с предходния са малки.[2]
- Списък на Василий Арменец, съставен между 820 и 840 г. сл. Хр.
- Съставен по времето на император Лъв VI Философ и патриарх Николай Мистик между 901 и 907 г., списъкът променя йерархичния ред поради добавянето на нови теми към Византия в Южна Италия;
- Съставен по времето на император Константин VII Багренородни ок. 940 г.;
- Съставен по времето на император Йоан Цимисхи ок. 980 г.;
- Съставен по времето на император Алексий Комнин ок. 1084 г.;
- Списък на Нил от ок. 1143 г.;
- Съставен по времето на император Мануил Комнин ок. 1170 г.;
- Съставен по времето на император Исак II Ангел кр. на ХII в.;
- Съставен по времето на император Михаил Палеолог ок. 1270 г.;
- Съставен по времето на император Андроник Палеолог ок. 1299 г.;
- Съставен по времето на император Андроник III Палеолог ок. 1330 г.;

### Антиохийска патриаршия
Един-единствен списък е запазен за тази патриаршия, съставен при патриарх Анастасий I Антиохийски през VI в.

### Българска патриаршия
Не е известен обособен ръкопис на официален епархийски списък от първите векове след създаването на Българската патриаршия през Х в. Данни за главата на българската автокефална архиепископия, впоследствие патриаршия през IX и Х в. има в т. нар. Дюканжов списък, изследван от проф. Василка Тъпкова-Заимова. Списък на българските патриарси за Преславската патриаршия е събран по различни сведения от историка Иван Божилов.
Към Бориловия синодик са добавени списъци на всички епископи на Търновската патриаршия до кр. на ХIV в., когато е направена добавката. Споменати са имената на патриарсите и митрополитите, както и седалищата на митрополиите. Основните митрополии към момента на съставяне на списъка са: Преслав, Червен, Ловеч, Средец, Овеч и Дръстър. Изрично е посочено, че при царуването на Иван Асен II, на търновската патриаршия са били подчинени и митрополитските седалища в: Сяр, Велбъжд, Браничево, Белград, Ниш, Бдин, Филипи, Месемврия, както и че тогава Охридската архиепископия е била подчинена на Търновската патриаршия.

### Охридска архиепископия
Списък на епархиите, подчинени на автокефалната архиепископия към момента на създаването ѝ през 1018 – 1020 г., се съдържа в грамотите за създаването ѝ на император Василий II Българоубиец.
Епархиите на Охридската архиепископия се посочват в Епархийски списък 13 (Notitia 13), според номерацията на Жан Дарузе, който се датира към кр. на ХII или нач. на ХIII в. Озаглавен е „Списък на троновете в първа Юстиниана и цяла България“ и присъства единствено във версията от синайския ръкопис (ръкопис S) на Епархийски списък 13.
Основният ръкопис, съдържащ списък на архиепископите, е т. нар. Дюканжов списък. Обобщен списък на архиепископите, тогава наричани „български архиепископи“, както и на епархиите, са събрани по различни сведения от историка Иван Божилов за периода ХI-ХII в., а за цялата съществуване на архиепископията от 1118 г. до 1767 г. – от Иван Снегаров.

## Издания и преводи
- Parthey, Gustav. Hieroclis Synecdemus et notitiae graecae episcopatuum.   Berlin, 1866. (на латински)
- Gelzer, Heinrich. Georgii Cyprii descriptio orbis Romani.   Leipzig, 1890. (на немски)
- Gelzer, Heinrich. Analecta byzantina. I. Ordo ecclesiasticus ab Isaacio Angelo imperatore constitutus... //  Index Scholarum Hibernarum.   Jena, 1891-1892. с. 3-14. (на латински)
- Gelzer, Heinrich. Ungedruckte und wenig bekannte Bistümerverzeichnisse der orientalischen Kirche //  Byzantinischen Zeitschrift I.   1892. с. 245-282.
- Gelzer, Heinrich. Ungedruckte und wenig bekannte Bistümerverzeichnisse der orientalischen Kirche //  Byzantinischen Zeitschrift II.   1893. с. 22-72.
- Gelzer, Heinrich. Ungedruckte und ungenügend veröffentlichte Texte der Notitiae episcopatuum. Ein Beitrag zur byzantinischen Kirchen- und Verwaltungsgeschichte //  Abhandlungen der k. Akademie der Wissenschaften III (XXI).   München, Verlag der K. Akademie, 1901. S. 529-641. (на немски)
- 6. Епaрхийски списъци от средата на XI до средата на XII в. // Notitiae episcopatum //  Гръцки извори за българската история (ГИБИ). Т. VII.   1968. с. 102-111.

- Darrouzès, Jean. Géographie Ecclésiastique de l'Empire Byzantin. Т. I. „Notitiae Episcopatuum Ecclesiae Constantinopolitanae“.   Paris, Robert Appleton, 1981. Посетен на 16.10.2018. (на френски)